# USS Barry (DDG-52)
Pour les autres navires du même nom, voir USS Barry.
L’USS Barry (DDG-52) est un destroyer américain de la classe Arleigh Burke. Il est le quatrième navire de la United States Navy à être nommé d'après John Barry (1745-1809), un officier de la Continental Navy (puis de l'US Navy) pendant la guerre d'indépendance des États-Unis. Commissionné en 1992 et toujours en service en 2014, il a été construit au chantier naval Ingalls de Pascagoula dans l'État du Mississippi et son port d’attache est la base navale de Norfolk dans l'État de Virginie. Il appartient au Carrier Strike Group Two.

## Histoire du service

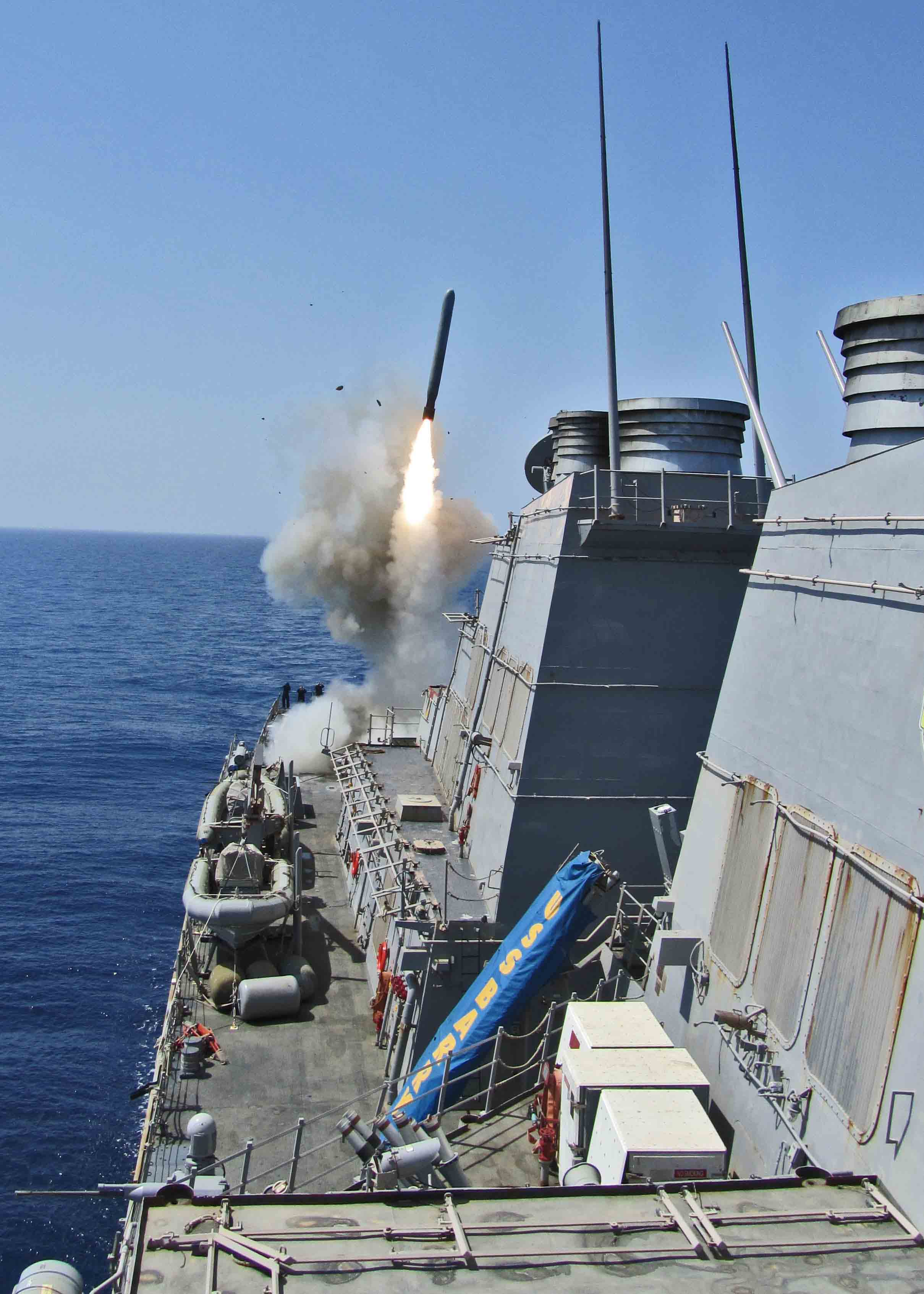
Tir d'un missile Tomahawk depuis le USS Barry lors de l'opération Odyssey Dawn en mars 2011.

En 2006, il participe, au côté du Gonzalez et de l’Orient Queen aux efforts d'évacuation des citoyens américains pendant le conflit israélo-libanais de 2006.
En 2011, il est déployé en mer Méditerranée et participe à l'intervention de l'OTAN en Libye, lors de laquelle il aurait tiré 55 BGM-109 Tomahawk afin de neutraliser les défenses anti-aériennes libyennes.
En 2013, il est déployé au même titre que le USS Gravely, Mahan et Ramage au large de la Syrie dans le cadre d'une intervention imminente contre ce pays mais qui est finalement annulée.